# Eriococcus chalazogamarum
Eriococcus chalazogamarum är en insektsart som först beskrevs av Karl Hermann Leonhard Lindinger 1933.  Eriococcus chalazogamarum ingår i släktet Eriococcus och familjen filtsköldlöss. Inga underarter finns listade i Catalogue of Life.